# Pueblo dionkor
El pueblo dionkor (también conocido como jonkor, migaama, dyongor, jongor, djonkur o djunkun) es una etnia nilótica de Chad. Forma parte del complejo de pueblos hadjarai. Sus principales comunidades se encuentran en la región de Guéra, departamento de Guéra, subprefectura de Mongo, al este de la población de Mongo, en el cantón de  Abou Telfane. Sus principales recursos económicos son la agricultura alimentaria, ganadería bovina, ovina, caprina y caballar.
Poseen una lengua nativa llamada migaama que tenía unos 49.000 hablantes a 2016. Según estudios etnoreligiosos, la totalidad de la población es musulmana suní.

## Idioma
El idioma migaama pertenece al filo afroasiático y a la familia de lenguas chádicas del este. Está vinculada a los dialectos dambiya, dionkor, djonkor, djonkor abou, doga, dyongor, gamiya, Jongor, migama, ndambiya y telfane.

## Cultura
Los dionkor viven en un área que rodea la impresionante cordillera de Abu Telfane, en la región de Guéra, en el centro de Chad. La larga estación seca y las duras condiciones de vida han condicionado fuertemente el estilo de vida de esta cultura de habla migaami (migaama), que trabaja la tierra y comercia con los excedentes para mantener a sus familias. Aquellos que fueron escolarizados en algunos casos han conseguido trabajos profesionales en sectores como la enseñanza, las oficinas públicas y la enfermería.
Históricamente su vida espiritual estaba regida por los espíritus Margay, intermediarios entre los hombres y el supremo dios creador, "Mella". Durante mucho tiempo, resistieron el intento de imposición de la religión islámica que imperaba en las etnias arabizadas de Chad. Una vez que los árabes tuvieron conquistaron los valles, fue más difícil resistir. Finalmente, los colonialistas franceses los presionaron para que abandonaran sus moradas en las montañas y debieron ocupar las zonas bajas, con menos protección. La imposición del islam los obligó a abandonar sus prácticas animistas, al menos de forma pública. Aunque quedan algunos remanentes. de las prácticas “Margi”, la mayoría de los dionkor se han convertido en musulmanes, consultando al marabú o al imán en situaciones de necesidad. El uso de amuletos y los rituales del Islam han reemplazado de alguna manera las prácticas tradicionales “Margi”.